# Can Grauperó Vell
Can Grauperó Vell és una masia de Sant Andreu de Llavaneres (Maresme) inclosa a l'Inventari del Patrimoni Arquitectònic de Catalunya.

## Arquitectura
Masia de tres cossos de planta baixa i pis, coberta a dues aigües. A la façana principal hi ha la porta d'entrada amb llindar, igual que la resta d'obertures. Les finestres del primer pis, però, tenen una sanefa de biaix. A dins una bona part del sostre conserva l'embigat de fusta original, i les finestres a l'interior tenen festejadors de forma arquejada. Corona la façana una petita cornisa. A la façana posterior hi ha un porxo adossat.

## Història
Aquesta masia fou construïda o reedificada l'any 1626, està molt ben conservada. Tant la casa com les terres estan situades a l'indret de la Roca de la Nau, i són termenals amb el municipi de Sant Vicenç de Montalt. Fou la masia pairal dels Graupera que ja vivien en el segle xv fins al segle xix en què es van traslladar a la casa del poble.